# Don Giovanni
Don Giovanni, plným názvem Il dissoluto punito ossia il Don Giovanni (Potrestaný prostopášník aneb Don Giovanni), je dvouaktová dramatická opera Wolfganga Amadea Mozarta na libreto Lorenza da Ponte. Světovou premiéru měla mít 14. října v Nosticově (dnes Stavovském) divadle v Praze, ale musela být přeložena na 29. října 1787 za účasti skladatele. Námětem je život a smrt svůdníka, známého v literatuře také jako Don Juan.
Bývá nazývána „operou oper“, čímž se naznačuje, že jde o jednu z vůbec nejlepších oper, které kdy byly složeny.

## Historie

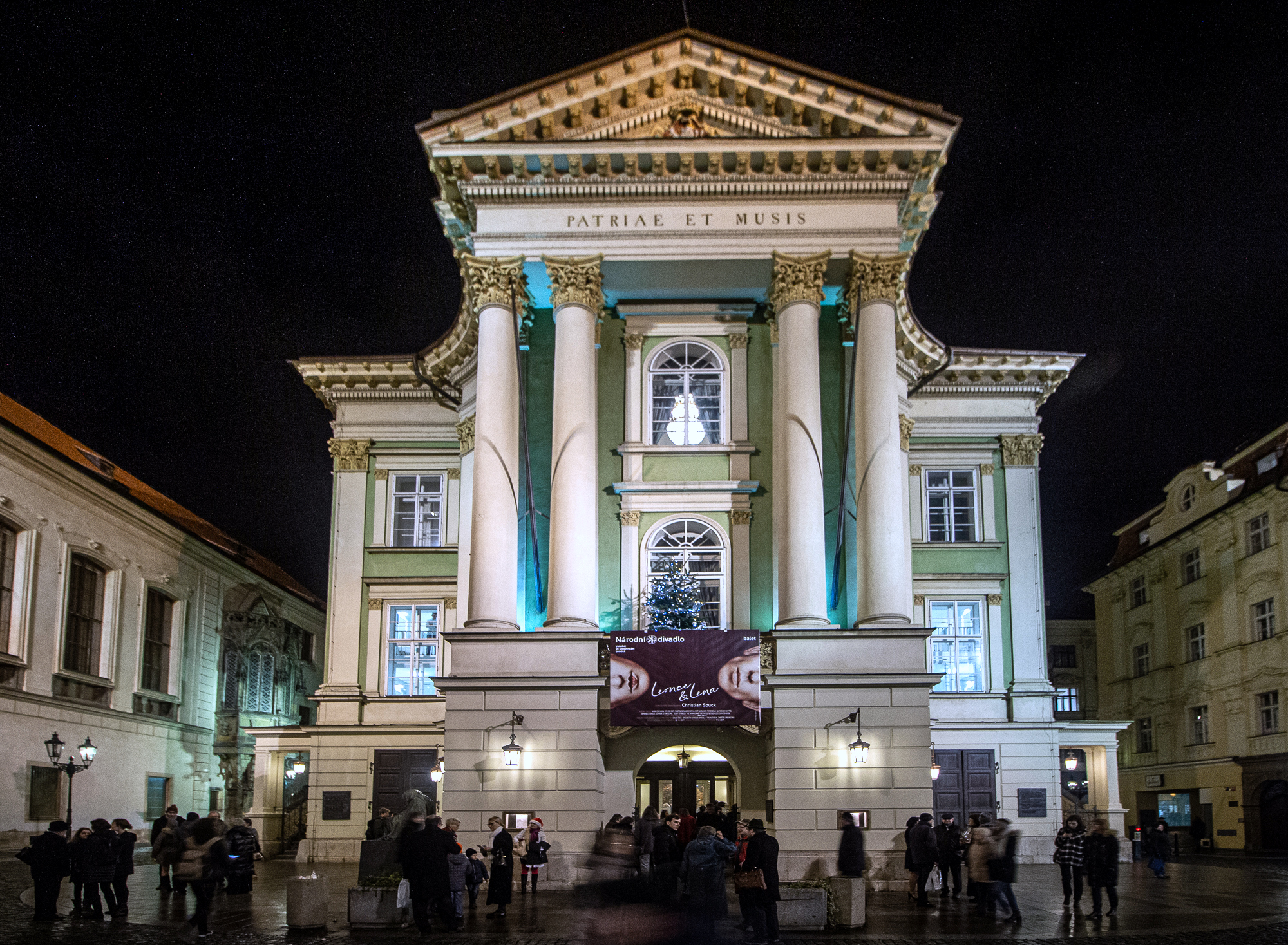
Stavovské divadlo, kde byla opera poprvé uvedena

Objednávku na operu Don Giovanni dostal Mozart během svého pražského pobytu v lednu 1787. Byl zde svědkem velkého úspěchu své předchozí opery Figarova svatba, která ve Vídni naopak propadla. Na opeře Mozart pracoval během následujících měsíců, ale dokončoval ji až po příjezdu do Prahy 4. října 1787.
V Praze Mozart navštěvoval také manžele Duškovy, skladatele Františka Xavera Duška a jeho manželku, pěvkyni Josefínu Duškovou, kteří bydleli v Bertramce na Smíchově, který tehdy ještě nepatřil mezi pražská města.

## Hlavní postavy
- don Giovanni, mladý prostopášný šlechtic (baryton)
- komtur (bas)
- Leporello, sluha dona Giovanniho (bas)
- donna Anna, dcera komturova, snoubenka dona Ottavia (soprán)
- don Ottavio, snoubenec donny Anny (tenor)
- donna Elvíra, vznešená dáma z Burgosu, opuštěná milenka dona Giovanniho (soprán)
- Zerlina, venkovanka (soprán)
- Masetto, její snoubenec (bas)
- venkované, venkovanky, muzikanti, sluhové, démoni (sbor)

## Obsah
Don Giovanni je opera o dvou dějstvích. Její děj se odehrává ve Španělsku v 17. století.

### První dějství
Leporello čeká před komturovým domem na svého pána, který se tam vloudil, aby svedl komturovu dceru donnu Annu. Z domu vybíhá don Giovanni pronásledovaný Annou, které přibíhá na pomoc také starý komtur. Don Giovanni komtura zabíjí v souboji a prchá. Anna přivolává na pomoc svého snoubence dona Ottavia a prosí ho, aby vyhledal vraha a pomstil smrt jejího otce.
V dalším obraze se don Giovanni snaží svést Zerlinu, když před tím poslal jejího snoubence Masetta spolu se svým sluhou Leporellem do hospody. Když to již vypadá, že don Giovanni bude mít u Zerliny úspěch, vchází jeho opuštěná milenka, donna Elvíra, a Zerlinu odvádí. Don Ottavio a donna Anna žádají dona Giovanniho o pomoc při hledání vraha starého komtura - ani jeden z nich netuší, že vrahem je sám don Giovanni. Během rozhovoru nakonec Anna poznává podle hlasu dona Giovanniho a opakuje prosbu, aby Ottavio pomstil jejího otce.
Don Giovanni pozve Zerlinu a Masetta, kteří slaví svatbu, a ostatní svatebčany k sobě do paláce na oslavu, neboť doufá, že se mu přitom podaří dokončit svádění Zerliny. Na oslavu se v maskách dostávají i Elvíra, Anna a Ottavio. Masetto zabrání Giovannimu ve svedení Zerliny a Elvíra s Annou odhalují dona Giovanniho jako vraha. Ten si však mečem proklestí cestu ven a uprchne.

### Druhé dějství
Don Giovanni se snaží svést komornou donny Elvíry a za tím účelem si vymění plášť a klobouk s Leporellem. Leporello převlečený za Giovanniho odvádí Elvíru pryč z domu, je však zastaven Annou a Ottaviem, takže musí odhalit, že není tím, za koho se vydává.
Don Giovanni se na útěku setkává s Leporellem na hřbitově a vychloubá se svými činy přímo před sochou starého komtura. Socha promluví, kárá Giovanniho za jeho hříchy a přijímá jeho posměšné pozvání na hostinu.
V paláci se donna Elvíra snaží naposledy přemluvit dona Giovanniho k nápravě, ale je odmítnuta. Giovanni nechává připravit hostinu a socha komtura opravdu přichází. Při podání ruky na stvrzení slibu klesá don Giovanni v bolestech k zemi a propadá se do pekla.
Ke konci opery je zkáza dona Giovanniho s uspokojením komentována Annou, Ottaviem, Masettem i Zerlinou a donna Elvíra odchází do kláštera. 

## Významné inscenace
Don Giovanni patří mezi nejhranější opery světa. V sezóně 2015/2016 byla devátá nejhranější (2 299 představení v 473 inscenacích). Mezi významné nebo zajímavé inscenace patří např.:
- Světová premiéra se konala 29. října 1787 v pražském Stavovském divadle pod titulem Il Dissoluto Punito ossia il Don Giovanni, dirigoval sám autor
- Vídeňská premiéra proběhla 1788; úpravy provedl Mozart, který ji také sám dirigoval; pražský úspěch se neopakoval[5]
- V Londýně byl Don Giovanni v britské premiéře uveden 12. dubna 1817 v Divadle Jeho Veličenstva (Her Majesty’s Theater)[5]
- V USA byla opera poprvé provedena v New Yorku 23. 5. 1826 v Park Theatre New York
- Na Národním divadle v Praze byla opera poprvé inscenována a 41x provozována v letech 1884-1894 pod názvem Don Juan[6]
- Enrico Caruso zpíval Dona Giovanniho poprvé v Londýně v roce 1902
- V inscenaci Národního divadla z let 1919-1928 alternovala v roli doni Anny Ema Destinnová[7]
- V roce 1977 natočil režisér Joseph Losey film Don Giovanni[8]
- V roce 2014 natočila britská televizní stanice BBC 2 dokumentární film Mozart in Prague s Rolandem Villazónem, Mozartovu hudbu v něm hraje český orchestr Collegium 1704 pod vedením Václava Lukse[9]
- V roce 2016 se operní pěvec Sherrill Milnes ujal režie operního představení Mozartovy opery Don Giovanni, kterou nastudoval dirigent John Nardolillo se souborem mladých zpěváků a hudebníků, studentů a absolventů hudebních konzervatoří a univerzit (Juilliard School, Peabody Conservatory, Royal College of Music and the Royal Academy of Music in London, Conservatorium of Sydney) v rámci Prague Summer Nights Young Artists Music Festival.[10]
- Přímý přenos z Metropolitní opery proběhl v českých kinech 22. října 2016. Leporella zpíval český basbarytonista Adam Plachetka[11]
- 7. července 2016, uvedení v rámci Hudebního festivalu Znojmo.[12] Zpívali: Adam Plachetka, Kateřina Kněžíková, Jana Šrejma-Kačírková, Boris Prýgl, Krystian Adam, Jiří Miroslav Procházka, Lenka Cafourková-Ďuricová a Richard Wiegold. Sbor: Czech Ensemble Baroque Choir se sbormistryní Terezou Válkovou, orchestr Czech Ensemble Baroque, řídí Roman Válek.[13]
- 7. srpna 2021, uvedlo Divadlo Klauniky Brno hru DonDon Šajn na motivy Mozartovy opery Don Giovanni. Leporella zde ztvárňuje herec s Downovým syndromem[14]